# La tavola dei poveri
La tavola dei poveri è un film del 1932, diretto da Alessandro Blasetti, tratto da un atto unico di Raffaele Viviani, che interpreta nel film la parte del protagonista.

## Trama
Il marchese napoletano Isidoro Fusaro ha dilapidato tutto il suo patrimonio, ma non vuole assolutamente che si sappia in giro: continua anzi a essere riverito come gran signore, amico dei poveri e con tutti estremamente generoso. Proprio quando anche le ultime lire stanno per finire, il marchese riceve da un mendicante, che per tutta la vita ha risparmiato sulle elemosine ricevute, 7.500 lire, con la preghiera di amministrarle e di farle fruttare. Ma, per un equivoco, i soldi vengono scambiati per un'offerta del nobiluomo nei confronti degli indigenti, mentre il mendicante viene arrestato da due agenti di passaggio. Quando, giorni dopo, è finalmente liberato, s'intrufola tra i partecipanti a un grande pranzo di beneficenza, organizzato proprio con i soldi "offerti" dal marchese. Succederebbe certo uno scandalo, se la verità venisse a galla, ma il marchese ha nel frattempo venduto due quadri ancora in un suo possesso a un facoltoso avvocato, che provvede a ridare i soldi al mendicante, aggiungendo 500 lire di "premio". La giovane figlia del marchese può così fidanzarsi con il ricco figlio di un industriale della pasta, senza che in giro si venga a sapere della sua estrema povertà.

## La critica
Enrico Roma, sulle pagine di Cinema Illustrazione, edizione dell'8 febbraio 1933, così commenta: «Non si spiega l'insuccesso di questo film, a Roma soprattutto. Il tema è ottimo, la favola abbastanza credibile e la moraletta non peggiore di tante altre. Gli attori sono bravi, la regia accurata e per molti riguardi piacevole. Certo lo scenario risente del difetto iniziale. Viviani aveva già scritto la commedia per la sua compagnia e nel film, della forma teatrale ha conservato il segno. Credere che si possa far diventare cinematografico un pezzo teatrale intercalandovi pittoreschi esterni, cavalli e carrozze, giardini e cancelli, è un'illusione. Quanto a Viviani l'inesperienza cinematografica credo abbia costretto Blasetti, nel montaggio, a sopprimere molto metraggio recitato, accontentandosi di accenni. Comunque il filmetto si salva...»